# Toboliu (gmina)
Toboliu – gmina w Rumunii, w okręgu Bihor. Obejmuje miejscowości Cheresig i Toboliu. W 2011 roku liczyła 2088 mieszkańców.